# Lützel (Biebergemünd)
Lützel ist ein Weiler in der Gemeinde Biebergemünd im südhessischen Main-Kinzig-Kreis. Er gehört zum Ortsteil Breitenborn/Lützel.

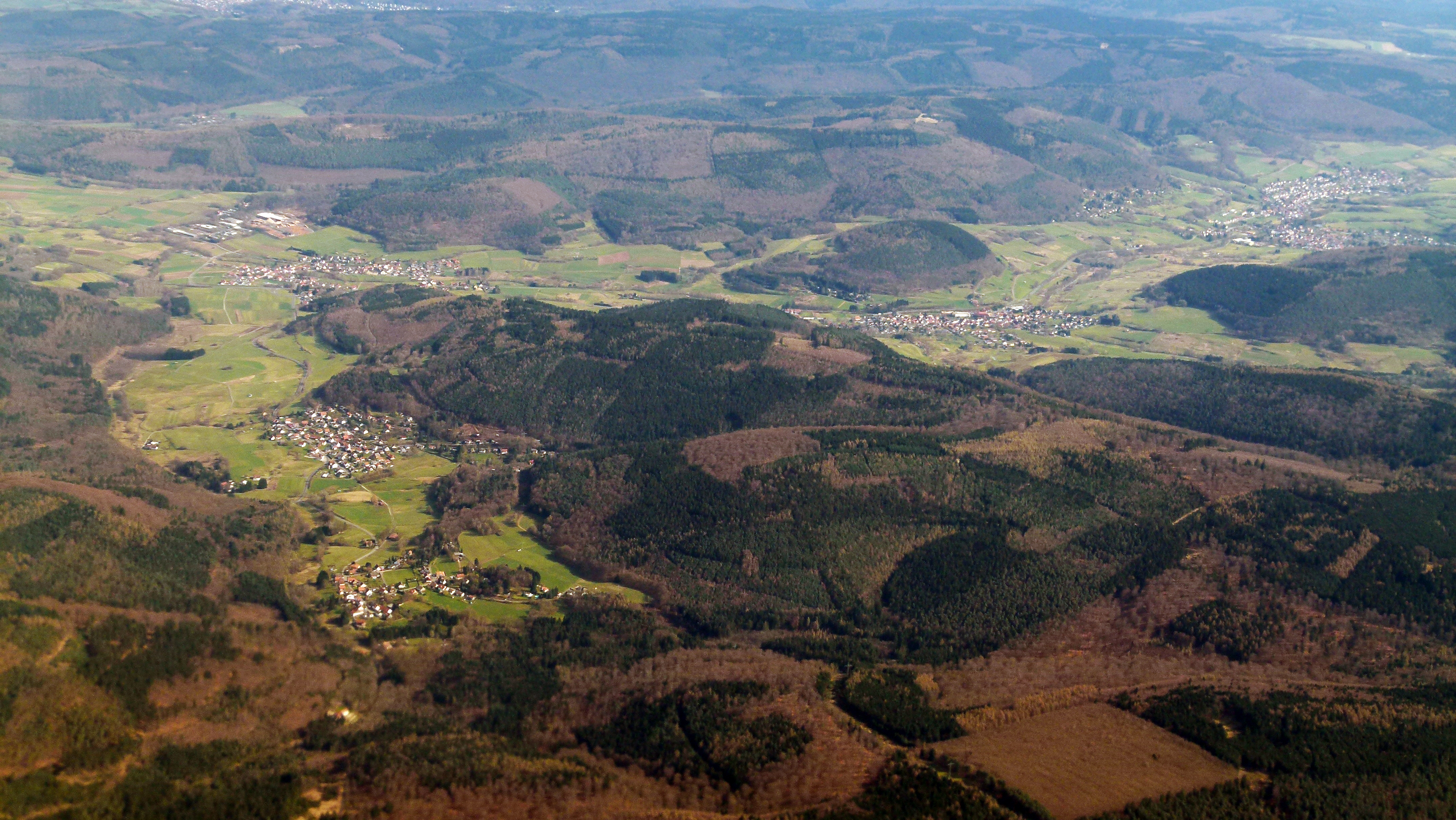
Luftbild von Lützel, Breitenborn, Lanzingen, Roßbach und Bieber

## Lage
Der Ort liegt von Wald umgeben am Lützelbach im Naturpark Spessart auf einer Höhe von 248 m über NN, 6,5 km südöstlich von Gelnhausen im Lützelbachtal.

## Geschichte

### Staats- und Verwaltungsgeschichte
Lützel gehörte im Mittelalter zum Amt Bieber, seit 1333 ein Kondominat zwischen den Grafen von Rieneck und den Herren von Hanau, die es – und damit auch Lützel – je zur Hälfte von Kurmainz als Lehen erhalten hatten. Historische Namensformen waren:
- Lotzell (um 1450)
- Lutzeln (1598)

Vielleicht schon 1542 wurde die Reformation eingeführt und Lützel wurde lutherisch. Kurz darauf starben die Grafen von Rieneck 1559 aus. Ihre Rechte fielen an Kurmainz zurück. Das Amt Bieber – und damit auch Lützel – war nun ein Kondominat zwischen Kurmainz und der Grafschaft Hanau-Münzenberg. Das bedeutete auch, dass die von Graf Philipp Ludwig II. in der Grafschaft Hanau-Münzenberg durchgeführte „Zweite Reformation“, die Einführung der reformierten Variante der Reformation, nicht gelang und das Amt Bieber – und damit auch Lützel – lutherisch blieb, im Gegensatz zur übrigen Grafschaft Hanau-Münzenberg. 1684 wurde das Kondominat zwischen Mainz und Hanau durch einen Vertrag aufgelöst: Das Amt Bieber wurde zusammen mit dem Amt Lohrhaupten vollständig an Hanau übertragen. Mainz erhielt dafür das ebenfalls gemeinschaftliche Amt Partenstein vollständig. 1736 starb mit Graf Johann Reinhard III. der letzte Graf von Hanau und die Grafschaft Hanau-Münzenberg fiel an die Landgrafschaft Hessen-Kassel (ab 1803 „Kurfürstentum Hessen“). 1753 wurden Lützel mit dem benachbarten Breitenborn zu Breitenborn/Lützel vereinigt.
Zur weiteren Entwicklung siehe hier.

### Einwohnerentwicklung
- 1598: 6 Haushaltungen
- 1753: 30 Haushaltungen mit 126 Personen (einschließlich Breitenborn)

### Mühle
Lützel besaß eine Wassermühle, genannt Lützel-Mühle, Weimarsche oder Hermannische Mühle. Sie lag am Südrand des Weilers und wurde mit dem Wasser des Lützelbachs betrieben. Kurz nach dem Ersten Weltkrieg wurde sie stillgelegt.